# Stazione di Firenze Campo di Marte
Stazione di Firenze Campo di Marte vasútállomás Olaszországban, Firenze Campo di Marte negyedében.

## Vasútvonalak
Az állomást az alábbi vasútvonalak érintik:
- Firenze–Róma-vasútvonal
- Firenze–Róma nagysebességű vasútvonal
- Firenze–Faenza-vasútvonal

## Kapcsolódó állomások
A vasútállomáshoz az alábbi állomások vannak a legközelebb:
- Stazione di Firenze Santa Maria Novella
- Stazione di Firenze Statuto
- Stazione di Firenze Rovezzano
- Stazione delle Cure